# Diaea graphica
Diaea graphica är en spindelart som beskrevs av Simon 1882. Diaea graphica ingår i släktet Diaea och familjen krabbspindlar. Inga underarter finns listade i Catalogue of Life.